# Alain Hirschler
Pour les articles homonymes, voir Hirschler.
Alain Hirschler, né le 29 novembre 1938 à Mulhouse (Haut-Rhin), survivant de la Shoah, juriste et clarinettiste de jazz et de klezmer, est le fils de René  Hirschler grand rabbin de Strasbourg et du Bas-Rhin, mort en déportation et de Simone Hirschler,  morte au camp d'Auschwitz.

## Biographie
Alain Hirschler est  né le 29 novembre 1938 à Mulhouse (Haut-Rhin). Il est le plus jeune des trois enfants du rabbin René Hirschler et de Simone Hirschler, qui se sont mariés le 2 février 1933.
René Hirschler naît le 8 octobre 1905 à Marseille ,dans une famille à la double origine, comtadine et alsacienne. Son père Raoul Hirschler, est ministre officiant (hazzan) de la synagogue consistoriale de Marseille. Il fait ses études au Séminaire israélite de France (SIF), à Paris. Il est nommé rabbin de  Mulhouse en  1929, à l'âge de 23 ans. 
Simone Hirschler,  née Lévy le 8 novembre 1911 à Mulhouse, est la fille ainée de Paul Lévy, propriétaire d'une entreprise de recyclage de textiles en gros, et de Berthe Coblenz. Avec sa famille et son frère Francis, elle habite  rue de Modenheim à Illzach (Haut-Rhin). 
Alain Hirschlera deux sœurs: Miriam Oppenheimer née le 17 février 1934, Josseline Norychnée le 8 mai 1935.

### Seconde Guerre mondiale
Le 22 décembre 1943, René Hirschler et Simone Hirschler sont  arrêtés à Marseille. Leur dernière adresse est au 65, boulevard des Vagues. En janvier 1944, ils sont transférés au camp de Drancy. Ils sont déportés le 3 février 1944 par le convoi no 67 au camp d'Auschwitz. Simone est dirigée à l'annexe Auschwitz II (Birkenau) et est gazée le 27 avril 1944. Quand les Soviétiques approchent d'Auschwitz, René Hirschler est forcé par les SS à une marche de la mort vers Mauthausen, puis transféré au camp de concentration d'Ebensee. Il y meurt fin mars 1945, peu avant la libération du camp, sous les coups d'un SS parce qu'il avait pris l'emballage d'un sac de ciment pour se protéger du froid.
Les trois enfants survivent à la guerre, cachés à Combloux dans un home d'enfant avec les enfants du rabbin Israël Salzer, puis à Saint-Gervais (Haute-Savoie) et enfin à La Bourboule (Puy-de-Dôme), dans la pension Villa Gracieuse de Georges et Marie-Louise Mazeau qui ont reçu, à titre posthume, la médaille des Justes.

### Après la guerre
Orphelins, les enfants Hirschler sont pris en charge  à la Libération par leur oncle maternel, Francis Lévy, qui devient leur tuteur. Leur grand-mère, Berthe Lévy, se charge ensuite de leur éducation à Paris.
Alain Hirschler devient juriste dans un établissement public, à la retraite joue de la clarinette en concerts de jazz et de musique klezmer,,,.

### Mémoire de la Shoah
Alain Hirschler témoigne sur sa vie d'enfant caché pendant la Shoah et sur ses parents,,
,,.

## Œuvres
- Alain Hirschler. Grand rabbin résistant, René Hirschler, 1905-1945, Mon père. Préface de Nathalie Zajde[15]. Éditions Caractères, 2016  (ISBN 9782854465617),  (ISBN 285446561X)[6].
- Alain Hirschler (préf. Nathalie Zajde), Avant, pendant la famille Hirschler après la Shoah, Editions Caractères, coll. « Carnets », 2024 (ISBN 978-2-85446-682-9).

## Distinctions
- Médaille d'honneur du travail, argent
- Chevalier de l'ordre des Palmes académiques